# Abraha (król)
Abraha także Abraha al-Aszram (arab. أبرهة الأشرم) (zm. kilka lat przed 570) – dowódca armii aksumickiej, w połowie VI w. obalił władcę Himjarytów – Simjafę Aszwę, osadzonego na tronie przez króla Aksum Kaleba, i ogłosił się królem Himjarytów. Panował prawdopodobnie przez około trzydzieści lat od 535 do 565 roku.
Według tradycji islamskiej, Abraha zamierzał zniszczyć Al-Kabę, lecz jego armia została w cudowny sposób zatrzymana zanim doszła do Mekki.

## Życiorys
Według legendy, Abraha został wysłany przez króla Aksum Kaleba na czele 100 tys. żołnierzy, by pomścić śmierć chrześcijańskich męczenników z Nadżranu, którzy zginęli w 523 roku z rąk armii Zu Nuwasa po odmowie konwersji na judaizm. Armia Zu Nuwasa została pokonana, a on sam zginął przy próbie powstrzymania lądowania wojsk najeźdźcy. Data klęski Himjarytów nie jest jednoznacznie określona – pomiędzy okresem po święcie Zesłania Ducha Świętego w 525 roku a przed wrześniem 531 roku.
Śmierć Zu Nuwasa położyła kres niepodległości królestwa Himjarytów, które przetrwało kolejne 50 lat pod panowaniem Aksumitów. Na tronie Himjarytów Kaleb osadził Simjafę Aszwę, który panował krótko i został obalony przez Abrahę. Król Aksum próbował usunąć Abrahę z tronu, nasyłając na niego swojego generała – Abraha pokonał go jednak w pojedynku i utrzymał władzę.
Abraha rządził przy wsparciu swojej armii, akceptując jednak himjaryckie tradycje polityczne i kulturowe. Jedyne zmiany jakie wprowadził dotyczyły polityki spraw zagranicznych oraz religii.
Główne źródła historyczne o panowaniu Abrahy to teksty sześciu inskrypcji, z których cztery zostały sporządzone przez samego władcę.
- Pierwsza inskrypcja traktuje o rebelii Kindytów i remoncie tamy Maribu, która została przerwana w 547/548 roku. Abraha zarządził prace reparacyjne i sam udał się do Maribu, gdzie konsekrowano kościół. Jesienią 547 roku Abraha zorganizował również spotkanie dyplomatów z regionu, na które przybyli przedstawiciele dwóch suzerenów – ambasadorowie Rzymu i etiopskiego nygusa, misja dyplomatyczna króla Persji oraz wysłannicy książąt arabskich – wasali Persji i Bizancjum. Cel tego spotkania nie jest znany, możliwe, że omawiano wówczas podział wpływów po zakończeniu wojny między Persją a Bizancjum[1].
- Druga inskrypcja autorstwa Abrahy pochodzi z 552 roku (ang. Murayghan 1 = Ry 506) i dotyczy operacji wojskowych w środkowej Arabii oraz zwycięstwa Abrahy nad konfederacją plemion arabskich koło Halibān. Pierwsze interpretacje inskrypcji widziały w opisie raport z dwóch operacji – jednej w zachodniej Arabii oraz osobistej wyprawy Abrahy do Arabii środkowej. Według tradycji islamskiej, kampania Abrahy miała być zorganizowana w odwecie albo za zbezczeszczenie kościoła wzniesionego przez Abrahę w Sanie albo za napaść na wnuka Abrahy w Nadżranie i złupienie tamtejszego kościoła. Abraha stanął na czele armii złożonej z Abisyńczyków, Himjarytów i Arabów i wyruszył na Mekkę z zamiarem zniszczenia Al-Kaby. W pierwszej linii armii Abrahy nacierały słonie, które miały w cudowny sposób zatrzymać się przed Mekką i odmówić dalszego marszu. Stąd mowa o „armii Słoni” lub „bitwie Słoni” w tradycji islamskiej. Wojska Abrahy miały być ponadto zbombardowane twardymi kulami z gliny przez ptaki. Inna tradycja mówi o epidemii wyniszczającej choroby zakaźnej. Historia zwycięstwa nad armią Abrahy legła u podstawy dominacji Kurajszytów w zachodniej Arabii[1]. O bitwie Słoni traktuje rozdział 105 Koranu[1][4]. Odkrycie kolejnej inskrypcji w 2009 roku (ang. Murayghan 3) i dalsze badania pozwoliły na odrzucenie hipotezy o opisie dwóch niezależnych operacji. „Bitwa Słoni” datowana jest między rokiem 555 a 565 – pod koniec panowania Abrahy[1].
- Trzecia inskrypcja (ang. Murayghan 3) traktuje o zwycięstwie Abrahy nad plemionami północnej Arabii, co potwierdza tradycja islamska[1].

Okres panowania Abrahy nie jest jednoznacznie określony. Abraha władał królestwem prawdopodobnie przez około trzydzieści lat od 535 do 565 roku. Lata potwierdzone przez odnalezione inskrypcje to 547–558. Abraha zmarł najprawdopodobniej kilka lat przed rokiem 570, a po jego śmierci władzę sprawowali jego synowie do 575 roku, kiedy to Persowie zajęli Arabię Południową.